# Karl Jann
Karl Jann (* 27. März 1814 in Stans; † 13. September 1877 ebenda) war ein Schweizer Politiker. Von 1855 bis 1857 gehörte er dem Ständerat an.

## Biografie
Der Sohn des Landmajors Josef Maria Jann und der Gertrud Durrer besuchte die Primarschule in seinem Heimatort Stans und lernte in Freiburg französisch. Danach war er Landwirt auf der Hostatt in Niederdorf (Ortsteil von Stans).
Bereits an der Landsgemeinde vom 27. April 1845 wurde Jann zum Zeugherr gewählt und blieb in diesem Amt bis zum 12. Dezember 1847. Da er auf der Verliererseite im Sonderbundskrieg stand, unterbrach seine konservative politische Haltung kurz seine Politkarriere. Doch schon im Folgejahr 1848 wurde er zum Landesfähnrich gewählt und gehörte 1849 dem Verfassungsrat an, der eine neue Kantonsverfassung für den Kanton Nidwalden ausarbeitete. Auf lokaler Ebene war Karl Jann Armenrat und von 1850 bis 1868 Gemeinderat in Stans. Zwischen 1850 und 1856 war er sogar Gemeindepräsident von Stans.
An der Landsgemeinde vom 30. April 1848 wurde Karl Jann Regierungsrat des Kantons Nidwalden und blieb es bis 1874. Er bekleidete das Amt des Polizeidirektors. Trotz seiner langen Zeit im Wochenrat (heute Regierungsrat) war er nie Landammann. Als Nachfolger seines Bruders Ferdinand Jann war er vom 2. Juli 1855 bis zum 1. Juni 1857 Ständerat des Kantons Nidwalden.
Im Privatleben heiratete Karl Jann im Jahr 1842 Magdalena Zimmermann. In den letzten Lebensjahren zog sich Karl Jann wegen gesundheitlicher Probleme von der Politik zurück.